# Rikissa Valdemarsdotter av Sverige
Rikissa Valdemarsdotter av Sverige, född före 1273, död före 1293, var en svensk prinsessa och polsk drottning, dotter till kung Valdemar Birgersson av Sverige och Sofia Eriksdotter av Danmark och gift med kung Przemyslaw II av Polen. I Polen kallades hon för Ryksa Waldemarówna eller Ryksa Szwedzka. 
Hennes födelseår är inte känt, men år 1273 diskuterades hennes eventuella äktenskap med greven av Braunschweig. 1275 avsattes fadern, och hennes äktenskap arrangerades därför av farbrodern Magnus Ladulås. Den 11 oktober 1285 blev Rikissa bortgift med Przemysł, då hertig. Hans första fru Ludgarda ryktades ha blivit förgiftad (1283), men inget finns bevisat om detta. Vad som var orsaken till äktenskapet vet man inte, men det tros ha funnits politiska fördelar i det. Bröllopet hölls i Nyköping per procura med en polack som företrädare för hertigen. Äktenskapet blev enligt traditionen mycket lyckligare än hans första. 1 september 1288 födde hon en dotter med samma namn i Poznań. 1290 blev Przemysł kung i Polen och Rikissa drottning. Rikissas dödsår är inte känt, men tros ha varit omkring 1292. År 1293 gav Przemysł order om att han skulle begravas bredvid sin andra fru i Poznańs katedral. 
Barn
- Elisabeth Rikissa av Polen, 1286/88–1335, gift med först kung Wencel II av Böhmen, kung av Polen, och sedan med Rudolf I av Böhmen, hertig av Österrike.